# Municipio de St. Francis (condado de Phillips)
El municipio de St. Francis (en inglés: St. Francis Township) es un municipio ubicado en el condado de Phillips en el estado estadounidense de Arkansas. En el año 2010 tenía una población de 4746 habitantes y una densidad poblacional de 33,95 personas por km².

## Geografía
El municipio de St. Francis se encuentra ubicado en las coordenadas 34°32′21″N 90°36′13″O / 34.53917, -90.60361. Según la Oficina del Censo de los Estados Unidos, el municipio tiene una superficie total de 139.78 km², de la cual 119.23 km² corresponden a tierra firme y (14.71%) 20.56 km² es agua.

## Demografía
Según el censo de 2010, había 4746 personas residiendo en el municipio de St. Francis. La densidad de población era de 33,95 hab./km². De los 4746 habitantes, el municipio de St. Francis estaba compuesto por el 28.63% blancos, el 69.97% eran afroamericanos, el 0.13% eran amerindios, el 0.25% eran asiáticos, el 0.02% eran isleños del Pacífico, el 0.32% eran de otras razas y el 0.67% pertenecían a dos o más razas. Del total de la población el 1.16% eran hispanos o latinos de cualquier raza.